# Mario Squarcina
Mario Squarcina (Padova, 19 aprile 1920 – Treviso, 23 luglio 1998) è stato un aviatore e militare italiano, fondatore delle "Frecce Tricolori".

## Biografia

### Nella seconda guerra mondiale
Mario Squarcina trascorse parte della sua carriera in forza alla 90ª Squadriglia del 10º Gruppo, dal 5 gennaio 1942 sui Macchi M.C.202. Fin dall'inizio impressionò i reparti per la sua tecnica nel volo acrobatico. Durante i suoi numerosi trasferimenti tra cui ricordiamo la Sicilia, ebbe occasione di dimostrare il suo valore come pilota professionista militare.
Il 16 maggio 1942, mentre era di scorta sulla base di Malta, veniva attaccato da numerosi Spitfire. Dopo un violento combattimento, il Maggiore Squarcina ne usciva vittorioso, riuscendo ad abbattere quello che era il suo primo velivolo nemico. Fu poi trasferito in altre missioni per azioni di scorta, mitragliamento e bombardamento. Contribuì alla capitolazione di Bir Hakeim il 4 giugno del 1942. Fu infatti in grado di mitragliare con successo due caccia Curtiss P-40.
Il 7 giugno dello stesso anno dovette affrontare un cruento combattimento negli stessi cieli mitragliando nuovamente un P-40 e abbattendone un altro, e ritornando alla base con l'aereo crivellato di colpi. Il 16 giugno 1942 la sua formazione ingaggiò un combattimento con ben 25 aerei P-40 di scorta ai bombardieri. Nonostante numerosi problemi ai motori, il Maggiore Squarcina si lanciava nella battaglia senza preoccuparsi della superiorità degli avversari, abbattendo un caccia nemico che stava mitragliando un collega. Il 4º Stormo del Maggiore Squarcina dovette spostarsi poi sulla base di Fuka (Aeroporto militare di Sidi Haneish) in Egitto, nonostante l'imperversare del famigerato Ghibli, la tempesta di sabbia del deserto.
Il 1º luglio 1942, gregario di formazione, il maggiore Squarcina partì da Sidi el Barrani per Fuka. Nonostante le avverse condizioni atmosferiche, decise di atterrare, ma urtò contro un fusto di benzina abbandonato dai soldati inglesi sul campo, invisibile agli occhi di tutti, rovinando al suolo con danni irreparabili per il velivolo. Riportò numerose ferite e fratture e si rese perciò necessario il suo ricovero in un ospedale da campo. Fu sottoposto ad intervento operatori nella cittadina di Marsa Matruh. Fu poi ricoverato in Ospedale Militare a Derna. Dopo un leggero miglioramento, fu portato in Italia. A causa delle conseguenze della caduta, fu costretto all'inattività e a piccoli interventi chirurgici per alcuni mesi successivi. Nel gennaio del 1943, non ancora totalmente riabilitato, chiese ed ottenne di essere riammesso a Campoformido per realizzare la messa a punto delle macchine e del personale. La sua tempra non smetteva di stupire i colleghi piloti. Lo Stormo fu trasferito a Capua per la difesa della città di Napoli.
Partecipava quindi alla partenze e seguiva lo Stormo in tutta la Sicilia. Nonostante il dolore alla mano e ad altre parti del corpo come conseguenza del precedente incidente aereo in fase di atterraggio, dimostrava un deciso coraggio nel seguire il proprio stormo. Dopo l'adozione di aeroplani Macchi M.C.205 al Reparto, Squarcina risentì delle innovazioni apportate al gruppo delle manette e fu quindi impossibilitato a compiere ulteriormente dei voli. Per poter essere quindi nuovamente in grado di volare e restare al reparto in buona efficienza, fu inviato in licenza per essere sottoposto a trattamenti terapeutici all'arto.

### Nel dopoguerra
Passato all'Aeronautica Militare italiana, il capitano Mario Squarcina, divenne nel 1957 Capo-Formazione dei “Diavoli Rossi”, una delle prime pattuglie acrobatiche italiane, divenne uno di quegli uomini coraggiosi che con il loro entusiasmo seppero dare gloria all'aviazione italiana. Infatti fu nel 1959 che la Pattuglia fu invitata negli Stati Uniti, dove si esibì al 1º Congresso Mondiale del Volo ed all'Armed Force Day con molte esibizioni acrobatiche sempre tra l'entusiasmo di milioni di spettatori.

### Le "Frecce Tricolori"
Divenuto maggiore, fu incaricato nel 1961 dallo Stato Maggiore dell'Aeronautica Militare di costituire la Pattuglia Acrobatica Nazionale (P.A.N.) composta da piloti provenienti da tutti i reparti dell'Aeronautica Militare. Fu così che in Friuli-Venezia Giulia, a Rivolto, il maggiore Mario Squarcina, fu in grado di creare il 313º Gruppo Addestramento Acrobatico "Frecce Tricolori" che ad oggi, con la formazione di nove velivoli e un solista, costituisce ancora la più numerosa compagine acrobatica del mondo, universalmente riconosciuta tra le più prestigiose.
Come base delle Frecce Tricolori fu scelto l'aeroporto nei pressi del paese di Rivolto, che non era molto distante da Campoformido, dove nacquero le prime pattuglie acrobatiche. Il Maggiore Squarcina era un convinto sostenitore della necessità di creare e sostenere una nuova pattuglia professionale in modo da reggere la sfida contro le pattuglie acrobatiche straniere. Per fare ciò, erano necessarie costanti risorse tecniche ed umane e proprio per questo al Maggiore Mario Squarcina furono aggregati sei piloti della quarta Aerobrigata. In effetti, quell'anno toccava proprio a Grosseto il turno di formare la pattuglia iniziale. I sei velivoli, che provenivano anch'essi dalla quarta Aerobrigata, erano i North American F86-E Sabre Mk.4.
Per i successi ottenuti alla guida delle Frecce Tricolori il Maggiore Mario Squarcina fu iscritto nell'Albo d'Oro delle Memorie e dichiarato "Asso dell'Aviazione".
Nel 1975 i tecnici del National Air e Space Museum di Washington hanno fedelmente restaurato il MC 202 Folgore con le insegne del 4º Stormo Baracca 90-4 e la MM. 9476 del velivolo utilizzato nei “Voli di Guerra” dal Maggiore Mario Squarcina nel ricordo di un “Asso dell'aviazione” e nel rispetto di un “valoroso combattente” iscritto di diritto nell'“Albo d'Oro delle Memorie”. 
Atto doveroso verso un Pilota da caccia che ha partecipato a 39 voli di guerra a difesa della Patria.
Dopo i Funerali di Stato, venne sepolto nel cimitero Comunale di Treviso.